# Padenghe sul Garda
Padenghe sul Garda (Padenghe in dialetto gardesano) è un comune italiano di 4 890 abitanti della provincia di Brescia del basso Garda, in Lombardia.

## Geografia fisica

### Gli uliveti
L'intera zona è ricca di molti uliveti. L'olio di Padenghe - al pari di quello di tutto il Garda - è molto pregiato e ricercato.

### I vigneti
I vigneti della Valtenesi producono uva di pregiata qualità ed una vasta gamma di vini, specialmente rossi, dalle ottime qualità organolettiche e gradazione alcolica intorno agli 11° - 12°. 
Nella varietà di uve coltivate, il Groppello è il vitigno più rappresentativo: una varietà a bacca rossa considerata una rarità enologica, in quanto coltivata solo in Valtènesi, che è alla base di tutti i vini rossi e rosati di questa zona. 

#### Garda Classico Chiaretto
È sicuramente il vino più originale e caratteristico della Denominazione, unico nelle sue piacevolissime caratteristiche, ottenuto dalle uve rosse del Garda Classico rosso, ma vinificato in modo da ottenere un vino dal colore rosato “petalo di rosa”. Si differenzia dai rosé del resto del Mondo per la sua sorprendente aromaticità floreale e di frutti di bosco, accompagnata da una giusta acidità che determina una grande freschezza di sensazioni gustative, e da una struttura che per un rosé è da definirsi eccezionale. Vino da bersi giovane per apprezzarne appieno la prorompente tipicità, si adatta perfettamente a parecchi piatti delicati ed estivi, a pesce saporito, a carni bianche anche abbastanza speziate, ad antipasti, verdure cotte e salumi dolci. 

#### Garda Classico Rosso Superiore
Ottenuto come il precedente viene però invecchiato almeno un anno. Ha una gradazione minima di 12° e si presta ad accompagnare i piatti di carni rosse o selvaggina, lo spiedo bresciano, fino ai più elaborati piatti della grande cucina nazionale ed internazionale. 

#### Garda Classico Rosso
Ottenuto da vinificazione congiunta di Groppello (min. 30%), Marzemino (min. 5%), Barbera (min. 5%) e Sangiovese (min. 5%), sposa varietà locali (Groppello e Marzemino) e varietà diffuse a livello internazionale (Barbera e Sangiovese) per cogliere in una sintesi di particolare tipicità il meglio delle potenzialità viticole ed enologiche della zona. Vino di buona struttura che, se giovane, si presenta come ricco complemento a pranzi non eccessivamente impegnativi, mentre nella tipologia Superiore, invecchiato per disciplinare almeno un anno, si presta ad accompagnare i piatti di carni rosse o selvaggina, lo spiedo bresciano, fino ai più elaborati piatti della grande cucina nazionale ed internazionale. 

#### Garda Classico Groppello e Groppello Riserva
È il vino più tipico della zona, un rosso delicato e di pronta beva, speziato con note fruttate, vellutato e piacevole, che si accompagna a primi saporiti, a piatti di carne di tutti i tipi e a formaggi di media stagionatura. Scegliendo i vigneti migliori e talvolta a seguito di attenta cernita delle uve, dopo un invecchiamento di almeno due anni si ottiene il “Riserva”, prodotto più ricco, intensamente speziato di spezie dolci, corposo, di ottimo spessore gustativo, sempre molto avvolgente ma dalla tannicità morbida, adatto al medio invecchiamento, da abbinare a piatti saporiti di carni rosse, al tipico spiedo bresciano, a molti secondi della cucina regionale lombarda. 

#### Garda Classico Bianco
Riesling renano e Riesling italico devono comporre l’uvaggio per almeno l'80%. All’occhio si presenta trasparente e lucido, paglierino nella tonalità, fresco e attraente. Ben si abbina a pesce di lago, crostacei, frutti di mare, piatti di riso e sformati di verdura.

### Il Rio Vasorì
Il Rio Vasorì detiene un singolare record: è il fiume più corto d’Italia. 
Nasce dalle falde delle “Sorgenti fredde” e veniva usato, prima dell’avvento dell’energia elettrica, in numerosi servizi. In contrada Monte portava le sue acque alle ruote del mulino Gabana e, scendendo, a quella dell’Oleificio Beretta. 
Da qui, attraverso il paese e passando sotto diversi casamenti, andava a far girare la ruota della filanda e ad azionare il maglio esistente in una casa di Via Prais. 
Infine, dopo aver girato la ruota del Mulino Viola arrivava alla “Fabbrica del Vetro” per sfociare, finalmente, nel lago e godersi il meritato riposo dopo tante prestazioni.

### Clima
La primavera e l’autunno sono le stagioni più piovose, mentre l’estate è di tipo mediterraneo, quindi asciutta ma interrotta da intensi temporali, specialmente nel mese di agosto.
L’elemento lacustre è al centro dell’universo benacense, la parte montagnosa concorre al paesaggio e alla natura. 
Proprio per il clima mite, la flora è sontuosa sia nella zona costiera che in quella collinare.

## Storia

### Padenghe nell'antichità
Le prime testimonianze archeologiche certe di un insediamento stabile nel territorio di Padenghe sul Garda risalgono all'età romana. A quell'epoca vi esistevano una villa rustica e un porto lacustre. La villa era inserita in un sistema di strutture abitative, agricole e organizzative sparse in tutta l'area del Basso Garda e delle colline moreniche a sud del lago. Risale con ogni probabilità al II-III secolo d.C. Il porto, situato in località San Cassiano, era utilizzato con finalità commerciali e di presidio militare. A partire dal V secolo d.C. il Garda e gli altri laghi prealpini rivestirono infatti un'importanza primaria per il controllo degli accessi da nord alla pianura padana e fu sede di una flotta di pattugliamento.

### Padenghe nel Medioevo
Nel Medioevo Padenghe fu sede di una pieve, chiesa con diritto di battesimo e di riscossione della decima, sottoposta al vescovo di Verona. La pieve è stata eretta nell'area della villa romana, in un rapporto evidente di continuità, come spesso è avvenuto anche in altre zone d'Italia. 
L'insediamento aveva carattere sparso: era organizzato in più nuclei dislocati sulle colline, nell'immediato entroterra lacustre. Vennero incentivate e diffuse le coltivazioni pregiate dell'ulivo e della vite. 
Intorno all'XI secolo vi fu eretto un castello recetto, utilizzato dalla popolazione e collegato con i castelli di Lonato, Moniga, Manerba, Polpenazze, Puegnago in una sorta di sistema difensivo unitario che ha fortemente connotato il paesaggio di tutta la Valtenesi.

### Padenghe nel Quattrocento ed in epoca veneta
Nel XIV secolo fu acquisito dagli Scaligeri, che controllarono l'intera area. 
A partire dall'inizio del Quattrocento, Padenghe, insieme con i comuni della “Magnifica Patria”, che faceva capo a Salò, entrò a far parte dei domini della Repubblica di Venezia, che governò il territorio gardesano fino alla sua caduta. 
In epoca veneta il Garda divenne un grande porto interno; vi fiorirono i commerci e gli scambi. Il porto di Padenghe fu utilizzato per il commercio del sale che arrivava dalle miniere austriache attraverso il Brennero e poi veniva venduto sui mercati lombardi.

### Padenghe nel Risorgimento
Padenghe, nel 1848, è stata sede di un piccolo fatto d'arme. 
Facendo un piccolo passo in dietro, a partire da marzo le città del Lombardo-Veneto si infiammano con l'obiettivo di scacciare gli Austriaci, come ad esempio avvenne con le Cinque giornate di Milano. A Brescia i sentimenti anti-austriaci crebbero, pur senza sfociare in una rivolta vera a propria come a Milano, per cui il comandante austriaco dapprima concesse alcuni benefici ai patrioti, come la creazione della Guardia Civica, e in un secondo momento decise di abbandonare la città vista l'impossibilità di ricevere i rinforzi.
Il 25 marzo don Pietro Boifava, prete di Serle e patriota, venne a sapere che una colonna austriaca, uscita da Cremona (altra città insorta), marciando verso nord, era accampata a Padenghe. Boifava si recò con 15 serlesi a Lonato, per congiungersi con altri volontari; dopo di che si diresse verso Padenghe, dove sperava di aumentare il numero dei suoi seguaci, ma avvenne solo in parte.
L'obiettivo constava nell'attaccare durante la notte la colonna composta da 84 ufficiali e 300 soldati, secondo Boifava, mentre secondo Odorici il numero dei soldati e degli ufficiali era circa la metà, ma con la presenza di donne e bambini e la cassa della guarnigione.
Boifava, con i suoi armati, si recò all'accampamento imperiale dove riuscì a disarmare le sentinelle, quindi puntò verso le carrozze degli ufficiali, i quali (con a capo il colonnello barone Wimpffen; il comandante in capo era il generale Schönhals, ma non viene menzionato durante i dialoghi con il curato) li videro e scesero da esse ed iniziò una discussione fra costoro e il curato serlese. Nella discussione gli austriaci sostenevano di poter passare incolumi perché avevano il salvacondotto delle autorità patriote Cremonesi, però Boifava, a sua volta, sosteneva che tale documento valeva esclusivamente in territorio cremonese, mentre ora erano in territorio bresciano; per cui se non avessero deposto le armi "sarebbero stati massacrati". Alzatosi il livello della voce, arrivarono altri ufficiali, per cui Boifava, coi suoi volontari si ritirò. Sempre in quella notte Boifava ritornò, con i suoi in modo compatto ed intimò nuovamente la resa. Quindi ebbe un lungo dialogo con il colonnello, altri ufficiali e il cappellano militare austriaco, ripetendo che erano circondati da patrioti. I quali avrebbero attaccato appena le campane avessero iniziato a suonare a stormo. Ovviamente si trattava di un bluff, in quanto il curato di Serle non disponeva di tale forza militare.
Ormai la notte stava per finire, quando iniziarono a suonare le campane per invitare i fedeli alla preghiera dell'Ave Maria, temendo che fosse il segnale di attacco gli ufficiali austriaci decisero di consegnarsi a Boifava, questo perché oltre alle campane arrivò, a cavallo, l'avvocato Longhena: un patriota desenzanese, che con la spada sguainata intimò la resa. 
I prigionieri furono scortati a Desenzano, quindi a Brescia ed infine a Milano.

### Simboli
Lo stemma e il gonfalone del Comune di Padenghe sul Garda sono stati concessi con decreto del presidente della Repubblica del 26 giugno 2006.
Il gonfalone è un drappo di bianco.

## Monumenti e luoghi d'interesse

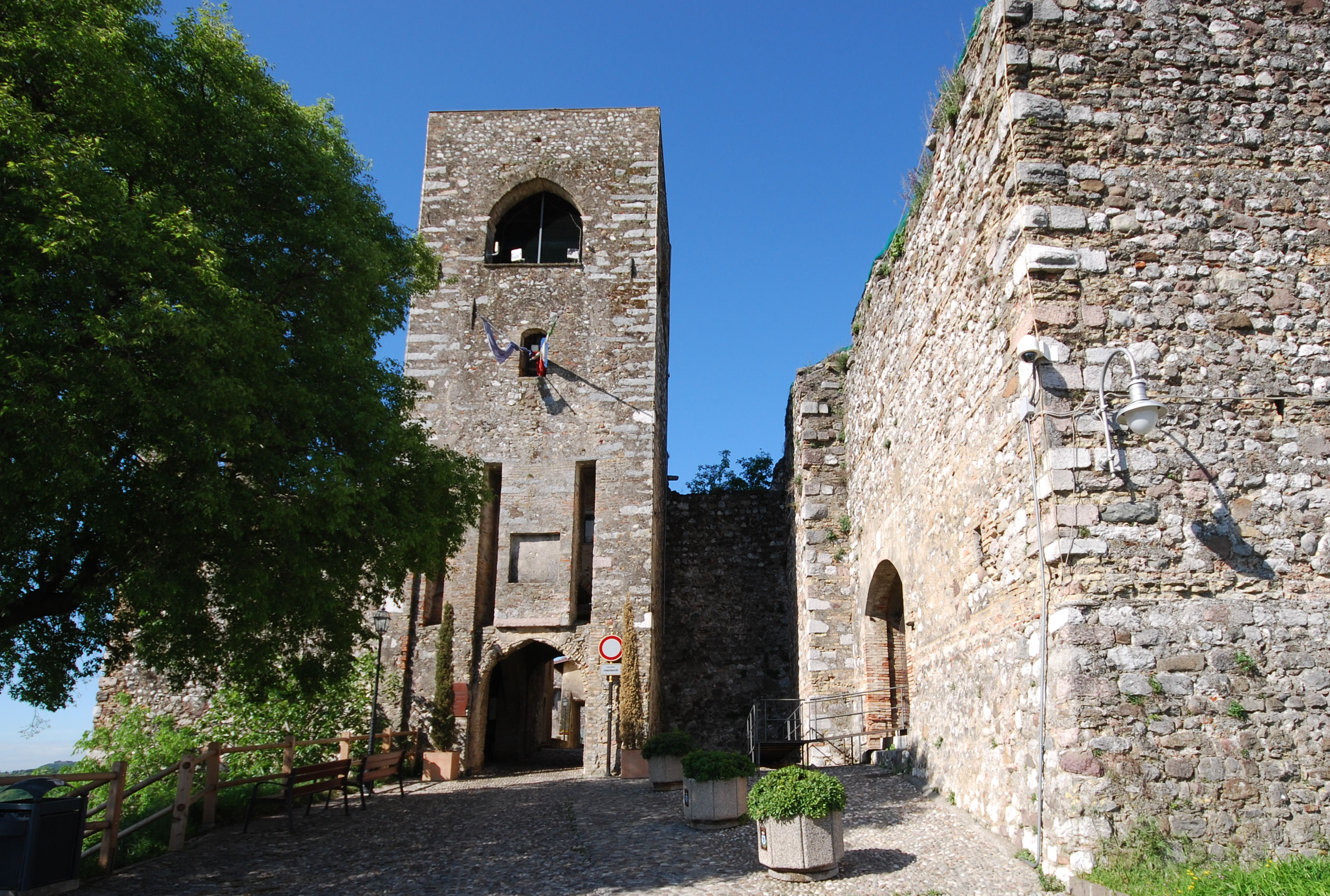
Il castello

### Il Castello e le chiese
Tra i monumenti più significativi vi sono il Castello di Padenghe di epoca medievale, edificato intorno all'anno 1000.
La pieve di Sant'Emiliano, risalente anch'essa al periodo medievale, sorge fuori dall’attuale centro abitato, su un piccolo “promontorio” morenico poco discosto dalla possente mole del castello, sulla strada verso Lonato. 
Si tratta di un piccolo edificio religioso di epoca romanica, costruito in pietra e ascrivibile cronologicamente all’XI-XII secolo. La prima menzione documentaria è contenuta in una bolla di papa Eugenio III dell’anno 1145, secondo la quale la chiesa di S. Emiliano risulta dipendente dal vescovo di Verona 
La chiesa della Madonna della neve e di S. Giovanni Battista decollato in frazione Villa, la chiesa della Visitazione della Beata Vergine Maria e di S. Eurosia del 1720 in frazione Pratello, il santuario della Beata Vergine della Torricella a destra del cimitero del 1692, la chiesa parrocchiale di Santa Maria Assunta e Sant'Emiliano del 1600.

### Palazzo Barbieri, sede del municipio, risalente al Settecento.
Da prime indagini risulta che una parte del palazzo era già esistente intorno al XVI secolo e ciò è dimostrato dal ritrovamento effettuato durante i lavori di restauro. Il palazzo, costruito su vecchie mura, è un bell’edificio allargato poi con rifacimenti e ricostruzioni. È di forma settecentesca a U, con le ali rivolte verso Sud e strutturato su due piani.
Il portale, in pietra bugnata, risale al 1791 e si apre su un atrio formato da sei colonne che sostengono volte a crociera. Il cortile è racchiuso dalle ali del palazzo anch’esse composte, come la facciata, in ciottoli e sassi. 
Un magnifico scalone in marmo avorio conduce al primo piano, ora sede dei vari uffici Comunali. Fra questi notevole è il soffitto dello studio tecnico in travi in legno e tiranti in ferro.

## Società

### Evoluzione demografica
Abitanti censiti

## Amministrazione
| Sindaco                     | Sindaco        | Sindaco           | Partito      | Coalizione     | Coalizione      | Mandato        | Mandato         | Elezione |
| Sindaco                     | Sindaco        | Sindaco           | Partito      | Coalizione     | Coalizione      | Inizio         | Fine            | Elezione |
| --------------------------- | -------------- | ----------------- | ------------ | -------------- | --------------- | -------------- | --------------- | -------- |
| 1                           |                | Ilio Bazoli       | Ind          |                | PCI-PSI-PSDI    | 26 maggio 1985 | 27 maggio 1990  | 1985     |
| 1                           |                | Ilio Bazoli       | Ind          | PCI-PSDI       | 27 maggio 1990  | 24 aprile 1995 | 1990            |          |
| Elezione diretta (dal 1995) |                |                   |              |                |                 |                |                 |          |
| 2                           |                | Fabio Beretta     | lista civica |                | centro-destra   | 24 aprile 1995 | 14 giugno 1999  | 1995     |
| 3                           |                | Giancarlo Allegri | lista civica |                | centro-destra   | 14 giugno 1999 | 14 giugno 2004  | 1999     |
| 3                           | 14 giugno 2004 | Giancarlo Allegri | lista civica | 8 giugno 2009  | centro-destra   | 2004           |                 |          |
| 4                           |                | Patrizia Avanzini | lista civica |                | centro-sinistra | 8 giugno 2009  | 26 maggio 2014  | 2009     |
| 4                           | 26 maggio 2014 | Patrizia Avanzini | lista civica | 27 maggio 2019 | centro-sinistra | 2014           |                 |          |
| 5                           |                | Albino Zuliani    | lista civica |                | centro-sinistra | 27 maggio 2019 | (4 maggio 2021) | 2019     |
| 5                           |                | Albino Zuliani    | lista civica | centro-destra  | (4 maggio 2021) | 10 giugno 2024 |                 | 2019     |
| 5                           | 10 giugno 2024 | Albino Zuliani    | lista civica | centro-destra  | In carica       | 2024           |                 |          |

## Sport

### Atletica leggera
A Padenghe è presente sul territorio comunale dal 1987 quando l´Atletica Vighenzi Padenghe cominciava a muovere i primi passi sui campi e sulle piste bresciane.
la società è iscritta alla FIDAL, federazione italiana di atletica leggera, conta circa 100 atleti nelle varie categorie dalle giovanili ai master. Il suo presidente è Busseni Angela.